# Brother Industries
Brother Industries, Ltd. (ブラザー工業株式会社, Burazā Kōgyō Kabushiki-gaisha) és una empresa japonesa diversificada que produeix una àmplia varietat de productes com màquines de cosir, eines mecàniques, impressores d'etiquetes, màquines d'escriure, aparells de fax, impressores simples i multifunció, entre altres productes electrònics relacionats amb l'ordinador. Els MFCs sovint inclouen les funcions d'una impressora, un escàner, un aparell de fax, una copiadora, i un PC fax.
Brother va ser fundada en 1908 i en 1954 es va establir Brother International Corporation en els Estats Units, sent la primera filial estrangera de la companyia. Avui dia distribueix els seus productes sota la seua pròpia marca i també conforme a acords OEM amb altres empreses.